# Dicranota delectata
Dicranota delectata är en tvåvingeart som beskrevs av Alexander 1930. Dicranota delectata ingår i släktet Dicranota och familjen hårögonharkrankar.
Artens utbredningsområde är Taiwan. Inga underarter finns listade i Catalogue of Life.